# Capnolymma ishiharai
Capnolymma ishiharai là một loài bọ cánh cứng trong họ Cerambycidae.